# Serreslous-et-Arribans
 Serreslous-et-Arribans  (en occitano Sèrraslós e Arribans) es una población y comuna francesa, situada en la región de Aquitania, departamento de Landas, en el distrito de Mont-de-Marsan y cantón de Hagetmau.

## Demografía
| 189 | 166 | 146 | 150 | 169 | 182 |
| Para los censos de 1962 a 1999 la población legal corresponde a la población sin duplicidades (Fuente: INSEE [Consultar]) |     |     |     |     |     |